# Skylark (rakéta)

Egy Skylark felbocsátása 1961 körül

A Skylark (korábbi nevén a Gassiot High Altitude Vehicle) brit rakétaszonda.

## Története
A 2. világháborút követően 1946-tól a Bristol Aerojet (rakétatestek) és az RPE Wescott (rakétahajtóművek) vállalatok megkezdték fejlesztő, kísérletező tevékenységüket. Első igénylők között volt a Királyi Meteorológiai Hivatal. 
A nemzetközi geofizikai év (1957-1958) keretében egy olyan hordozórakéta megépítését tervezték, amely 45 kilogramm terhet, 210 kilométer magasságba tud juttatni. Az egy fokozatú, szilárd hajtóanyagú, nem irányítható rakétát, kifejezetten az ionoszféra kutatásra, meteorológiai szolgálatra, a Nap, a Hold, a csillagok vizsgálatának elősegítésére tervezték, gyártották.

### Műszaki adatok
Az első rakéta hossza 7,6 m, átmérője 0,44 m. Motorja Raven típus, hajtóanyaga 840 kilogramm (ammónium-perklorát, kötőanyag poliizobutilént és alumínium por). A rakéta műszaki adatai az elérendő cél érdekében (rakétatörzs, hajtóanyag mennyiség, motor teljesítmény) változtathatók voltak
A rakéta első tesztelését 1957 februárjában Ausztráliában, a Woomera rakétakísérleti telepen végezték. Az első Raven motor 1450 kN/másodperc, 1958-tól 1540 kNs, 1962-től 1780 kNs, 1974-től 2230 kNs teljesítményre volt képes. A rakéta üzemeltetésénél különböző Raven motorokat használtak, teljesítménye arányosan illeszkedett a felemelt hasznos teherhez.
1964-től az Európai Űrkutatási Szervezet (European Space Research Organization, ESRO) keretében használták hordozóeszközként az ionoszféra kutatása és  meteorológiai adatgyűjtés céljára. Indításokat közép-kelet-Szardínia Quirra régióból, valamint Kiruna község (Svédország) kutatóbázisáról indították. Az ESRO program végéig 82 rakétát indítottak. 1970-től  Németország is használta tudományos kutatásainak elősegítésére.
Az angol kutatási program 1979-ben történt befejezéséig 266 rakétát indítottak, különböző kutatási területekről. Az európai program 2005-ben ért véget, addig 441 különböző méretű és teljesítményű rakétát indítottak.